# فرودگاه بین‌المللی چیانگ مای
فرودگاه بین‌المللی چیانگ مای (به انگلیسی: Chiang Mai International Airport) یک فرودگاه با کد یاتا CNX است . این فرودگاه در کشور تایلند قرار دارد .

## شرکت‌های هواپیمایی و مقصدهای پروازی
| شرکت‌های هواپیمایی         | مقصدهای پروازی | Terminal      |
| ------------------------- | --- | ------------- |
| ایرآسیا                   | کوالالامپور | International |
| ایر چاینا                 | پکن, ووهان تیانهه | International |
| Air KBZ                   | یانگون | International |
| بانکوک ایرویز             | ماندالای، یانگون | International |
| بانکوک ایرویز             | سووارنابومی، ساموی، مائه هنگ سون، پوکت,                                                                                       | Domestic      |
| بیجینگ کپیتال ایرلاینز    | هایکو میلان | International |
| دراگون‌ایر                 | هنگ کنگ | International |
| هواپیمایی شرقی چین        | پکن، کونمینگ چانگشوی، شانگهای پودنگ چارتر: نینگبو لیشه, کینگدائو لیوتینگ                                                      | International |
| هواپیمایی جنوبی چین       | بایون گوآنگجو | International |
| هاینان ایرلاینز           | شنژن بن | International |
| هنگ کنگ اکسپرس            | هنگ کنگ | International |
| Jetstar Pacific           | دانگ هوای | International |
| جونیائو ایرلاینز          | شانگهای پودنگ | International |
| کان ایر                   | دن موئنگ، مائه فه لوانگ-چینگ رایی، هوا هین، خون‌کائن، مائه هنگ سون، مائه سوت، نان، Pai، یو-تاپائو، فیتسانولوک، اوبون راتچاتانی | Domestic      |
| کورین ایر                 | اینچئون | International |
| Lao Airlines              | لوآنگ پرابانگ | International |
| Myanmar National Airlines | یانگون | International |
| Nok Air                   | دن موئنگ، اودن تانی | Domestic      |
| Nok Air                   | چارتر: نانینگ ووژو | International |
| هواپیمایی قطر             | حمد (آغاز از ۷ دسامبر ۲۰۱۷)                                                                                                   | International |
| Scoot                     | چانگی سنگاپور | International |
| شاندونگ ایرلاینز          | چنگچینگ ییانگبی، جینان یاکیانگ                                                                                                | International |
| سیچوان ایرلاینز           | چنگدو شوانگلیو | International |
| سیلک‌ایر                   | چانگی سنگاپور | International |
| اسپرینگ ایرلاینز          | شانگهای پودنگ | International |
| تای ایرآسیا               | دن موئنگ، هت یای، خون‌کائن، کرابی، یو-تاپائو، پوکت، سورات، اوبون راتچاتانی                                                     | Domestic      |
| تای ایرآسیا               | چانگشا هوانگهوا، هانگجو ژیاشان، هنگ کنگ، ماکائو                                                                               | International |
| تای ایرویز اینترنشنال     | سووارنابومی | Domestic      |
| تای ایرویز اینترنشنال     | کونمینگ چانگشوی | International |
| Thai Lion Air             | دن موئنگ، هت یای | Domestic      |
| Thai Lion Air             | بایون گوآنگجو چارتر: هفئی ژینگیاو                                                                                             | International |
| Thai Smile                | سووارنابومی، پوکت | Domestic      |
| Thai Smile                | چارتر: فوژو چنگل | International |
| Thai Vietjet Air          | سووارنابومی | Domestic      |
| تی وی ایرلاینز            | چارتر فصلی: اینچئون | International |